# Аксиома выбора

Где (S_{i}) семейство непустых множеств, проиндексированных множеством действительных чисел R. То есть для каждого действительного числа i существует множество S_{i}. На рисунке приведен пример выбора элементов множеств. Каждое такое множество S_{i} непусто, а возможно и бесконечно. Аксиома выбора позволяет произвольно выбирать один элемент из каждого множества, формируя соответствующее семейство элементов (x_{i}), также проиндексированных множеством действительных чисел R, где x_{i} выбраны из S_{i}.

Наглядное представление аксиомы выбора

Аксио́мой вы́бора, англ. аббр. AC (от axiom of choice) называется следующее высказывание теории множеств:
| Для всякого семейства {\displaystyle X} непустых множеств существует функция {\displaystyle f}, которая каждому множеству семейства сопоставляет один из элементов этого множества. Функция {\displaystyle f} называется функцией выбора для заданного семейства. |

На формальном языке:
{\displaystyle \forall X\left[\varnothing \notin X\Rightarrow \exists f\colon X\rightarrow \bigcup X\quad \forall A\in X\,(f(A)\in A)\right]\,.}
Если мы ограничимся рассмотрением только конечных семейств множеств, то утверждение аксиомы выбора может быть доказано исходя из других аксиом теории множеств и не требует постулирования в качестве отдельной аксиомы. Оно также может быть доказано для некоторых бесконечных семейств, однако в общем случае для бесконечных семейств аксиома выбора не следует из других аксиом и является независимым утверждением.

## История и оценки
Аксиома выбора была сформулирована и опубликована Эрнстом Цермело в 1904 году (хотя впервые её отметил Беппо Леви на 2 года раньше). Новая аксиома вызвала бурную полемику и до сих пор не все математики принимают её безоговорочно. Высказывались мнения, что доказательства, полученные с её привлечением, имеют «иную познавательную ценность», чем доказательства, не зависящие от неё. Появление аксиомы выбора вызвало также дискуссию о том, что означает в математике понятие «существование» — в частности, о том, можно ли считать существующим множество, ни один элемент которого не известен.
Неприятие аксиомы выбора некоторыми математиками обосновано, прежде всего, тем, что в ней лишь утверждается существование множества {\displaystyle d}, но не дается никакого способа его определения; такое мнение высказывали, например, Борель и Лебег. Противоположного мнения придерживались, например, Гильберт, Хаусдорф и Френкель, которые принимали аксиому выбора без всяких оговорок, признавая за ней ту же степень «очевидности», что и за другими аксиомами теории множеств: аксиома объёмности, аксиома существования пустого множества, аксиома пары, аксиома суммы, аксиома степени, аксиома бесконечности.
Более того, среди следствий аксиомы выбора есть много довольно парадоксальных, вызывающих интуитивный протест части математиков. Например, появляется возможность доказать Парадокс Банаха — Тарского, который вряд ли могут счесть «очевидным» все исследователи (см. также Квадратура круга Тарского). Подробный анализ многочисленных доказательств, использующих аксиому выбора, провел Вацлав Серпинский. Однако, без сомнения, многие важные математические открытия нельзя было бы сделать без аксиомы выбора.
Бертран Рассел так отозвался об аксиоме выбора: «Сначала она кажется очевидной; но чем больше вдумываешься, тем более странными кажутся выводы из этой аксиомы; под конец же вообще перестаешь понимать, что же она означает».
Независимость аксиомы выбора от остальных аксиом Цермело — Френкеля доказал Пол Коэн в 1963 году.

## Эквивалентные формулировки
Существует множество других, эквивалентных формулировок аксиомы выбора.
- Декартово произведение семейства непустых множеств не пусто[10].
- Каждая сюръективная функция {\displaystyle f\colon A\to B} имеет правую обратную функцию {\displaystyle f^{-1}\colon B\to A}, то есть их композиция {\displaystyle f\circ f^{-1}=\operatorname {id} _{B}} является идентичной функцией на {\displaystyle B} или, другими словами, {\displaystyle f(f^{-1}(z))=z} для всех элементов {\displaystyle z\in B}.
- Лемма Цорна (см. ниже)
- Каждое множество может быть вполне упорядочено (см. ниже, теорема Цермело).
- Принцип максимума Хаусдорфа
- Теорема Тарского. Для каждого бесконечного множества {\displaystyle A} существует биекция {\displaystyle A\to A\times A}.

Функция выбора — функция на множестве множеств {\displaystyle X} такая, что для каждого множества {\displaystyle s} в {\displaystyle X}, {\displaystyle f(s)} является элементом из {\displaystyle s}. С использованием понятия функции выбора аксиома утверждает:
- Для любого семейства непустых множеств {\displaystyle X} существует функция выбора {\displaystyle f}, определённая на {\displaystyle X}.

Или наиболее сжато:
Каждое множество непустых множеств имеет функцию выбора.
Вторая версия аксиомы выбора утверждает:
Для данного произвольного множества попарно непересекающихся непустых множеств существует по крайней мере одно множество, которое содержит точно один элемент, общий с каждым из непустых множеств.
Некоторые авторы используют другую версию, которая эффективно утверждает:
Для любого множества {\displaystyle A}, его булеан за вычетом пустого подмножества {\displaystyle {\mathcal {P}}(A)\setminus \{\varnothing \}} имеет функцию выбора.
Авторы, которые используют эту формулировку, часто также говорят о «функции выбора на {\displaystyle A}», но оговаривают, что имеют в виду немного другое понятие функции выбора. Её область определения — булеан (минус пустое подмножество), тогда как в других местах этой статьи, область определения функции выбора — «множество множеств». С этим дополнительным понятием функции выбора, аксиома выбора может быть сжато сформулирована так:
Каждое множество имеет функцию выбора.

## Применение
До конца XIX века аксиома выбора использовалась безоговорочно. Например, после определения множества {\displaystyle X}, содержащего непустое множество, математик мог сказать: «Пусть {\displaystyle F(s)} будет определено для каждого {\displaystyle s} из {\displaystyle X}». Без аксиомы выбора в общем случае невозможно доказать, что {\displaystyle F} существует, но это, кажется, оставалось без внимания до Цермело.
Не во всех случаях требуется аксиома выбора. Для конечного набора {\displaystyle X} аксиома выбора следует из других аксиом теории множеств. В этом случае это то же самое, что говорить, если мы имеем несколько (конечное число) коробок, каждая из которых содержит в себе по одной одинаковой вещи, тогда мы можем выбрать ровно одну вещь из каждой коробки. Ясно, что мы можем сделать это: мы начнём с первой коробки, выберем вещь; отправимся ко второй коробке, выберем вещь; и т. д. Так как есть конечное число коробок, то, действуя нашей процедурой выбора, мы придём к концу. Результатом будет функция явного выбора: функция, которая первой коробке сопоставляет первый элемент, который мы выбрали, второй коробке — второй элемент и т. д. (Для получения формального доказательства для всех конечных множеств следует воспользоваться принципом математической индукции.)
В случае с бесконечным множеством {\displaystyle X} иногда также можно обойти аксиому выбора. Например, если элементы {\displaystyle X} — множества натуральных чисел. Каждый непустой набор натуральных чисел имеет наименьший элемент, таким образом, определяя нашу функцию выбора, мы можем просто сказать, что каждому множеству сопоставляется наименьший элемент набора. Это позволяет нам сделать выбор элемента из каждого множества, поэтому мы можем записать явное выражение, которое говорит нам, какое значение наша функция выбора принимает. Если возможно таким образом определить функцию выбора, в аксиоме выбора нет необходимости.
Сложности появляются в случае, если невозможно осуществить естественный выбор элементов из каждого множества. Если мы не можем сделать явный выбор, то почему уверены, что такой выбор можно совершить в принципе? Например, пусть {\displaystyle X} — это множество непустых подмножеств действительных чисел. Во-первых, мы могли бы попробовать поступить как в случае, если бы {\displaystyle X} было конечным. Если мы попробуем выбрать элемент из каждого множества, тогда, так как {\displaystyle X} бесконечно, наша процедура выбора никогда не придёт к концу, и вследствие этого мы никогда не получим функции выбора для всего {\displaystyle X}. Так что это не срабатывает. Далее, мы можем попробовать определить наименьший элемент из каждого множества. Но некоторые подмножества действительных чисел не содержат наименьший элемент. Например, таким подмножеством является открытый интервал {\displaystyle (0,\;1)}. Если {\displaystyle x} принадлежит {\displaystyle (0,\;1)}, то {\displaystyle x/2} также принадлежит ему, причем меньше, чем {\displaystyle x}. Итак, выбор наименьшего элемента тоже не работает.
Причина, которая позволяет нам выбрать наименьший элемент из подмножества натуральных чисел — это факт, что натуральные числа обладают свойством вполне упорядоченности. Каждое подмножество натуральных чисел имеет единственный наименьший элемент в силу естественной упорядоченности. Может быть, если бы мы были умнее, то могли бы сказать: «Возможно, если обычный порядок для действительных чисел не позволяет найти особое (наименьшее) число в каждом подмножестве, мы могли бы ввести другой порядок, который давал бы свойство вполне упорядоченности. Тогда наша функция сможет выбрать наименьший элемент из каждого множества в силу нашего необычного упорядочивания». Проблема тогда возникает в этом построении вполне упорядоченности, которая для своего решения требует наличия аксиомы выбора. Иными словами, каждое множество может быть вполне упорядочено тогда и только тогда, когда аксиома выбора справедлива.
Доказательства, требующие аксиомы выбора, всегда неконструктивны: даже если доказательство создаёт объект, невозможно сказать, что же именно это за объект. Следовательно, хоть аксиома выбора позволяет вполне упорядочить множество действительных чисел, это не даёт нам никакой наглядности и конструктивизма в целом. Это одна из причин, по которым некоторые математики не принимают аксиому выбора (см. также Кризис оснований математики). Например, конструктивизм требует, чтобы должно быть возможным построение всего, что существует. Он отвергает аксиому выбора потому, что она заявляет существование объекта без его чёткого описания. С другой стороны, если для доказательства существования используется аксиома выбора, то это не означает, что мы не сможем совершить построение другим способом.

### Принцип вполне упорядочивания (теорема Цермело)
Очень распространённая и удобная формулировка использует понятие вполне упорядоченного множества. Нам потребуется несколько определений, и мы начнём со строгого определения линейного порядка, выражающего знакомую нам идею на языке теории множеств. Напомним, что упорядоченная пара элементов обозначается {\displaystyle (x,\;y)}, и что декартово произведение множеств {\displaystyle X\times Y} состоит из всех возможных упорядоченных пар {\displaystyle (x,\;y)}, где {\displaystyle x\in X,\;y\in Y}.

Линейным порядком на множестве {\displaystyle A} называется подмножество декартова произведения {\displaystyle R\subseteq A\times A}, обладающее следующим свойствами:
1. Полное: {\displaystyle \forall x,\;y\in A\;((x,\;y)\in R\lor (y,\;x)\in R)}.
2. Антисимметричное: {\displaystyle \forall x,\;y\in A\;((x,\;y)\in R\wedge (y,\;x)\in R\to y=x)}.
3. Транзитивное: {\displaystyle \forall x,\;y,\;z\in A\;((x,\;y)\in R\wedge (y,\;z)\in R\to (x,\;z)\in R)}.

Полным порядком на множестве {\displaystyle A} называется такой линейный порядок, что каждое непустое подмножество {\displaystyle X\subseteq A} имеет наименьший элемент.

Принцип полного порядка заключается в том, что любое множество может быть вполне упорядочено.
Например, множество натуральных чисел может быть вполне упорядоченно обычным отношением «меньше или равно чем». С тем же отношением множество целых чисел не имеет наименьшего элемента. В этом случае мы можем собрать целые числа в последовательность {\displaystyle (0,\;-1,\;1,\;-2,\;2,\;\ldots ,\;-n,\;n,\;\ldots )} и сказать, что младшие члены меньше, чем старшие. Очевидно, такое отношение будет полным порядком на целых числах.
Гораздо менее очевидно, что действительные числа, формирующие несчётное множество, могут быть вполне упорядочены.

### Лемма Цорна
Если в частично упорядоченном множестве любая цепь (то есть линейно упорядоченное подмножество) имеет верхнюю грань, то всё множество имеет хотя бы один максимальный элемент.
Более формально:

Пусть {\displaystyle (P,\;\leqslant )} — частично упорядоченное множество, то есть, отношение {\displaystyle \leqslant } — рефлексивно, антисимметрично и транзитивно:
- {\displaystyle \forall x\in P\quad x\leqslant x;}
- {\displaystyle \forall x,\;y\in P\;x\leqslant y\land y\leqslant x\to x=y;}
- {\displaystyle \forall x,\;y,\;z\in P\;x\leqslant y\land y\leqslant z\to x\leqslant z.}

Подмножество {\displaystyle S\subset P} называется линейно упорядоченным, если {\displaystyle \forall x,\;y\in S\;x\leqslant y\lor y\leqslant x}. Элемент {\displaystyle u\in P} называется верхней гранью, если {\displaystyle \forall x\in S\;x\leqslant u}.
Допустим, что любое линейно упорядоченное подмножество множества {\displaystyle P} имеет верхнюю грань. Тогда {\displaystyle \exists m\in P\;\nexists x\in P\;x>m}, то есть {\displaystyle m} — максимальный элемент.

## Альтернативы
Если ограничить применение аксиомы выбора только конечными и счётными семействами множеств, получается «аксиома счётного выбора». Она вполне достаточна для обоснования большинства теорем анализа и не создаёт указанных выше парадоксов. Однако её недостаточно для обоснования многих положений теории множеств. Ещё один, несколько более сильный вариант — аксиома зависимого выбора, но и она не подходит для нужд теории множеств.
В 1962 году польские математики Ян Мычельский и Гуго Штейнгауз предложили взамен аксиомы выбора так называемую «аксиому детерминированности». В отличие от аксиомы выбора, которая имеет интуитивно понятную формулировку и противоречащие интуиции следствия, аксиома детерминированности, наоборот, имеет неочевидную формулировку, однако её следствия куда лучше согласуются с интуицией. Из аксиомы детерминированности вытекает аксиома счётного выбора, но не полная аксиома выбора.
Следствия аксиомы детерминированности в ряде ситуаций противоречат следствиям аксиомы выбора — например, из  аксиомы детерминированности следует, что все множества вещественных чисел измеримы по Лебегу, в то время как из аксиомы выбора следует существование неизмеримого по Лебегу множества вещественных чисел. Используя  аксиому детерминированности, можно строго доказать, что между счётной мощностью и мощностью континуума нет промежуточных мощностей, в то время как это утверждение независимо от аксиомы выбора.